# The Caveman's Valentine
Pour plus de détails, voir Fiche technique et Distribution.
The Caveman's Valentine également connu sous le titre The Sign of the Killer est un film américain réalisé par Kasi Lemmons, sorti en 2001.

## Synopsis
Un homme vivant dans une grotte décide de traquer le meurtrier d'un garçon sans-abri.

## Fiche technique
- Titre : The Caveman's Valentine
- Titre alternatif :The Sign of the Killer
- Réalisation : Kasi Lemmons
- Scénario : George Dawes Green d'après son roman
- Musique : Terence Blanchard
- Photographie : Amy Vincent
- Montage : Terilyn A. Shropshire
- Production : Danny DeVito, Scott Frank, Elie Samaha, Michael Shamberg, Stacey Sher et Andrew Stevens
- Société de production : Universal Pictures, Franchise Pictures, Jersey Shore, Arroyo Pictures, Epsilon Motion Pictures, Filmline International et Homeless Film Productions
- Société de distribution : Universal Focus (États-Unis)
- Pays :  États-Unis et  Canada
- Genre : Policier, drame, film musical, thriller
- Durée : 105 minutes
- Dates de sortie : 
  -  États-Unis : 2 mars 2001

## Distribution
- Samuel L. Jackson : Romulus
- Colm Feore : Leppenraub
- Ann Magnuson : Moira
- Damir Andrei : Arnold
- Aunjanue Ellis : Lulu
- Tamara Tunie : Sheila
- Peter MacNeill : Cork
- Jay Rodan : Joey / Sans-visage
- Rodney Eastman : Matthew
- Anthony Michael Hall : Bob
- Kate McNeil : Betty

## Récompenses et distinctions
- Le film a été nommé aux Film Independent's Spirit Awards dans la catégorie Meilleur second rôle féminin pour Tamara Tunie[1].